# Number One Crush
«#1 Crush» es una canción de Garbage, lanzada internacionalmente como una cara B del sencillo "Vow" y en el Reino Unido como cara B del segundo sencillo "Subhuman".
En 1996, la pista fue mezclada por Nellee Hooper y Marius de Vries para la banda sonora de la nueva versión de la película William Shakespeare Romeo & Julieta del director Baz Luhrman. El remix de "#1 Crush" alcanzó la primera posición en la lista Hot Modern Rock Tracks, manteniéndose por cuatro semanas. Fue nominada a mejor canción de una película en los Premios MTV de 1997.
"#1 Crush" se convirtió en tema principal de la serie televisiva británica del 2004, Hex y en 2007 su remix fue remasterizado e incluido en la recopilación de remixes del disco de grandes éxitos, Absolute Garbage.

## Canción
"#1 Crush" fue escrita y grabada entre marzo de 1994 y mayo de 1995, durante sesiones entre los miembros de la banda: Duke Erikson, Shirley Manson, Steve Marker y Butch Vig en el estudio de Marker ubicado en su sótano de su casa o en su propio estudio, Smart Studios localizado en Madison.
Shirley Manson comentó lo siguiente acerca de la canción: "Todo amor verdadero es una forma de obsesión, si tu amas a alguien más que nada, ese grado de exclusividad requiere de una anormal cantidad de pasión y cuidado y eso puede ser positivo.  Es tan sólo que para mantenerlo, es necesario un poco de moderación. Uno no puede dejar que algo como aquello tome control de todos nuestros pensamientos".
En 1996, Nellee Hooper mezcló "#1 Crush" para su inclusión en la banda sonora de la película Romeo & Julieta. Hooper agregó unas voces distorsionadas de un sample de la canción "Bedtime Story" de Madonna.

## Lanzamiento
"#1 Crush" fue lanzada en 1995 e internacionalmente como cara B del primer sencillo de la banda "Vow" y en el Reino Unido en la cara B de su segundo sencillo, "Subhuman". Posteriormente apareció en la edición japonesa del álbum Garbage. 
La banda sonora de Romeo & Julieta fue lanzado el 29 de octubre de 1996. A pesar de que ninguna canción fue lanzada como sencillo principal, la radio alternativa comenzó sacando al aire algunas canciones de la banda sonora. El 30 de noviembre, "#1 Crush" debutó en los listados temáticos Hot Modern Rock Tracks y Hot 100 Airplay, escalando posiciones y logrando las posiciones #1 y #29 respectivamente, por cinco semanas. "#1 Crush" se mantuvo en el tope del listadoHot Modern Rock Tracks por cuatro semanas, aun cuando no tuvo ningún videoclip promocional (aunque se consideró empezar la filmación en 1997) el éxito de la canción ayudó a mantener las ventas del álbum Garbage en EE. UU.  
"#1 Crush" es presentada en una escena de un show drag en la película del 2003, Soldier's Girl.

## Recepción de la crítica
"#1 Crush" fue nominada como 'mejor canción para una película en los Premios MTV de 1997.
"#1 Crush" alcanzó la posición #24 en el ranking de KROQ Top 106.7 Countdown de 1996 y al año siguiente el puesto #40 en el ranking KROQ Top 106.7 Countdown de 1997.

## Créditos
| Garbage - Shirley Manson – voz, guitarra - Steve Marker – guitarra, bajo, samples y loops. - Duke Erikson – guitarra, teclado y efectos de guitarra y bajo. - Butch Vig – batería, loops, sonidos y efectos. "#1 Crush (Remix)" - Remix y producción: Nellee Hooper - Programación adicional: Marius de Vries - Mezcla: Jim Abbiss |

## Principales listas
| Año  | Ranking                               | Posición |
| ---- | ------------------------------------- | -------- |
| 1996 | U.S. Billboard Hot 100 Airplay        | 29       |
| 1996 | U.S. Billboard Hot Modern Rock Tracks | 1        |
| 1997 | U.S. Billboard Top 40 Mainstream      | 39       |